# Waar is het huis van mijn vriend?
Waar is het huis van mijn vriend? (Perzisch: دوست کجاست؟, Khane-ye Doust Kodjast?) is een Iraanse dramafilm uit 1987 onder regie van Abbas Kiarostami.

## Verhaal
Deze film is gebaseerd op het gedicht 'Neshani' van de Perzische dichter Sohrab Sepehri.
Wanneer Ahmed ontdekt dat hij het aantekenboekje van zijn vriend Nematzedeh nog heeft, wil hij het hem terugbezorgen. Hij moet naar school en de kans bestaat dat hij zal worden gestraft, maar toch gaat hij naar de naburige stad om zijn vriendje te zoeken. Hij blijkt echter het precieze adres van zijn vriend niet te kennen.

## Rolverdeling
| Acteur             | Personage               |
| ------------------ | ----------------------- |
| Babek Ahmed Pur    | Ahmed                   |
| Ahmed Ahmed Pur    | Mohamed Reza Nematzadeh |
| Kheda Barech Defai | Leraar                  |
| Iran Outari        | Moeder                  |
| Ait Ansari         | Vader                   |